# De Havilland DH.98 Mosquito
Die De Havilland DH.98 Mosquito war ein Mehrzweckkampfflugzeug der Zeit des Zweiten Weltkrieges aus britischer Produktion. Die zweimotorige, zweisitzige Maschine wurde von der de Havilland Aircraft Company in Holzbauweise hergestellt und mit großem Erfolg im Krieg und danach eingesetzt. Zwischen 1940 und 1950 wurden über 7700 Mosquitos gebaut. Aufgrund ihrer hohen Geschwindigkeit und guten Höhenflugeigenschaften war die Mosquito für die deutsche Luftverteidigung nahezu unangreifbar. Die Maschine wurde außer von Großbritannien auch von den Vereinigten Staaten, Kanada, Australien, der Republik China, Neuseeland, Südafrika, der Tschechoslowakei, Jugoslawien und Israel verwendet.

## Entwicklungsgeschichte

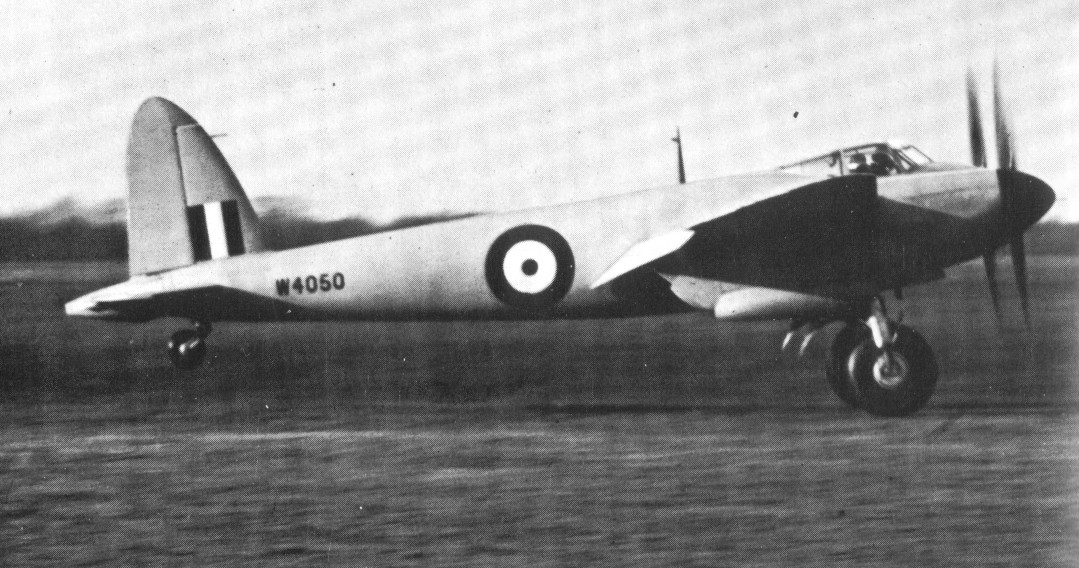
De Havilland DH.98 Mosquito, Prototyp, 1940

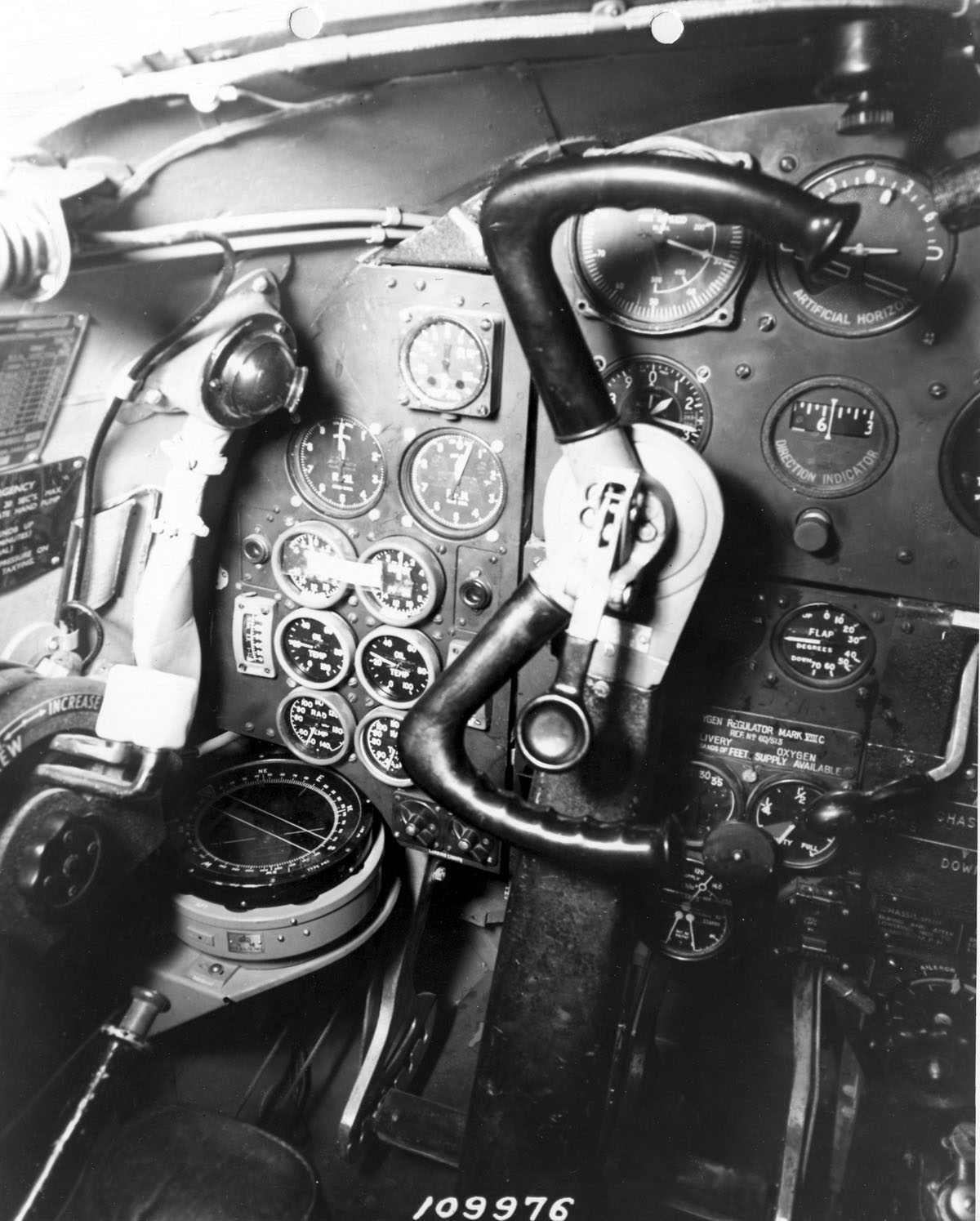
Cockpit

Bereits 1938 begann ein Team unter der Leitung von R. E. Bishop mit der Konstruktion des von Geoffrey de Havilland vorgeschlagenen Konzeptes unter der Spezifikationsbezeichnung B.I/40. Wegen der sehr hohen Geschwindigkeit, welche die beiden Rolls-Royce-Merlin-Motoren dem Flugzeug verliehen, wurde es zunächst als Schnellbomber ohne zusätzliche Bewaffnung geplant. In Voraussicht auf die kommende Kriegslage wurde Holz als Baumaterial ausgewählt, um andere kriegswichtige Ressourcen einzusparen. Das britische Air Ministry stand dem Projekt wegen ebendieser Holzbauweise und des Fehlens einer Abwehrbewaffnung sehr kritisch gegenüber – bis auf Air Marshal Sir Wilfrid R. Freeman, der den Entwurf genehmigte und damit seinen Ruf aufs Spiel setzte. Einer der Spitznamen für die Mosquito wurde „Freeman’s Folly“ (englisch folly bedeutet Verrücktheit, Torheit, Eselei).
Bei Kriegsbeginn zeigte sich schnell der Vorteil dieser Konstruktion. Am 1. März 1940 wurde ein erster Serienauftrag für 50 Maschinen erteilt. Im Juni 1940 fiel die Mosquito jedoch wegen der Kriegsentwicklung aus der priorisierten Produktion, welche sich auf die wichtigsten Typen beschränkte. Drei Prototypen wurden gebaut, darunter der erste (W4050) als Bomber und der zweite (W4051) als Fotoaufklärer. Der Erstflug des Piloten Geoffrey de Havilland Jr. erfolgte erst am 25. November 1940. Die ersten Flugtests übertrafen mit einer Geschwindigkeit von über 630 km/h sogar die Erwartungen des Herstellers und überzeugen nun auch die Vertreter des Air Ministry völlig von der Leistungsfähigkeit des Flugzeuges. Zunächst wurden drei Varianten in Auftrag gegeben: die PR Mk.I als unbewaffneter Aufklärer (PR = Photo Reconnaissance), ein Bomber unter der Bezeichnung B Mk.IV (B = Bomber) und ein Nachtjäger mit der Bezeichnung NF Mk.II (NF = Night Fighter).
Schon der erste operative Einsatz der PR Mk.I am 14. Juli 1941 bestätigte die Einschätzung, dass eine Abwehrbewaffnung für den Aufklärer nicht notwendig war – das Flugzeug entkam drei Messerschmitt Bf 109 der Luftwaffe, indem es einfach mit Höchstgeschwindigkeit geradeaus flog, bis die Deutschen die Verfolgung abbrechen mussten.
Am 15. November 1941 wurde die erste B Mk.IV an die No. 105 Squadron ausgeliefert, die bis dahin Bristol-Blenheim-Bomber einsetzte. Im Mai 1942 kam die B Mk.IV bei der No. 105 Squadron in den Kampfeinsatz. Dabei erwies sich neben dem Vorteil der hohen Geschwindigkeit auch die Robustheit der hölzernen Konstruktion als vorteilhaft. Einer der ersten Einsätze war der Angriff auf das Gestapohauptquartier in Oslo von vier Flugzeugen der No. 105 Squadron am 25. September 1942. Schon bald sprach man in Deutschland von der „Mosquito-Plage“.
In der Nacht vom 30. auf den 31. Dezember 1941 kam auch die NF Mk.II zu ihrem ersten Einsatz. Sie löste damit bald ihren Vorgänger Bristol Beaufighter ab, dessen Geschwindigkeit sie um fast 80 km/h überbot. Später wurden auch V1 von Mosquitos nachts angegriffen; aufgrund der Lage ihrer Basis RAF Ford, etwa 3 Kilometer südwestlich von Arundel (West Sussex), trug die No. 96 Squadron RAF eine Hauptlast und schoss 180 der "Doodlebugs" ab. Innerhalb der ersten neun Wochen wurden 620 der fliegenden Bomben abgeschossen.
Zahlreiche weitere Varianten folgten, unter anderem der ab Februar 1943 mit Kanonen und Maschinengewehren ausgerüstete Jagdbomber FB Mk.VI (FB = Fighter Bomber), der auch acht Raketen unter den Tragflächen mitführen konnte. Diese Variante war mit 2718 Stück auch die meistgebaute. Mk.IX war ein Höhenbomber und Aufklärer, Mk.XVI die meistgebaute Bombervariante mit über 400 Exemplaren. Die Mosquito-Bomber hatten die niedrigste Verlustrate aller RAF-Bomber im Zweiten Weltkrieg. 18 Mk.VI wurden zur FB Mk.XVIII „Tsetse“ aufgerüstet, die unter anderem mit einer Molins-57-mm-Kanone besonders gegen Schiffe eingesetzt wurde. Die FB Mk.26 und FB Mk.40 wurden auf Basis der Mk.VI in Kanada bzw. Australien gebaut und mit Packard-Merlin-Triebwerken (in Lizenz von Packard in den Vereinigten Staaten gebaute Merlin-Motoren) ausgerüstet.

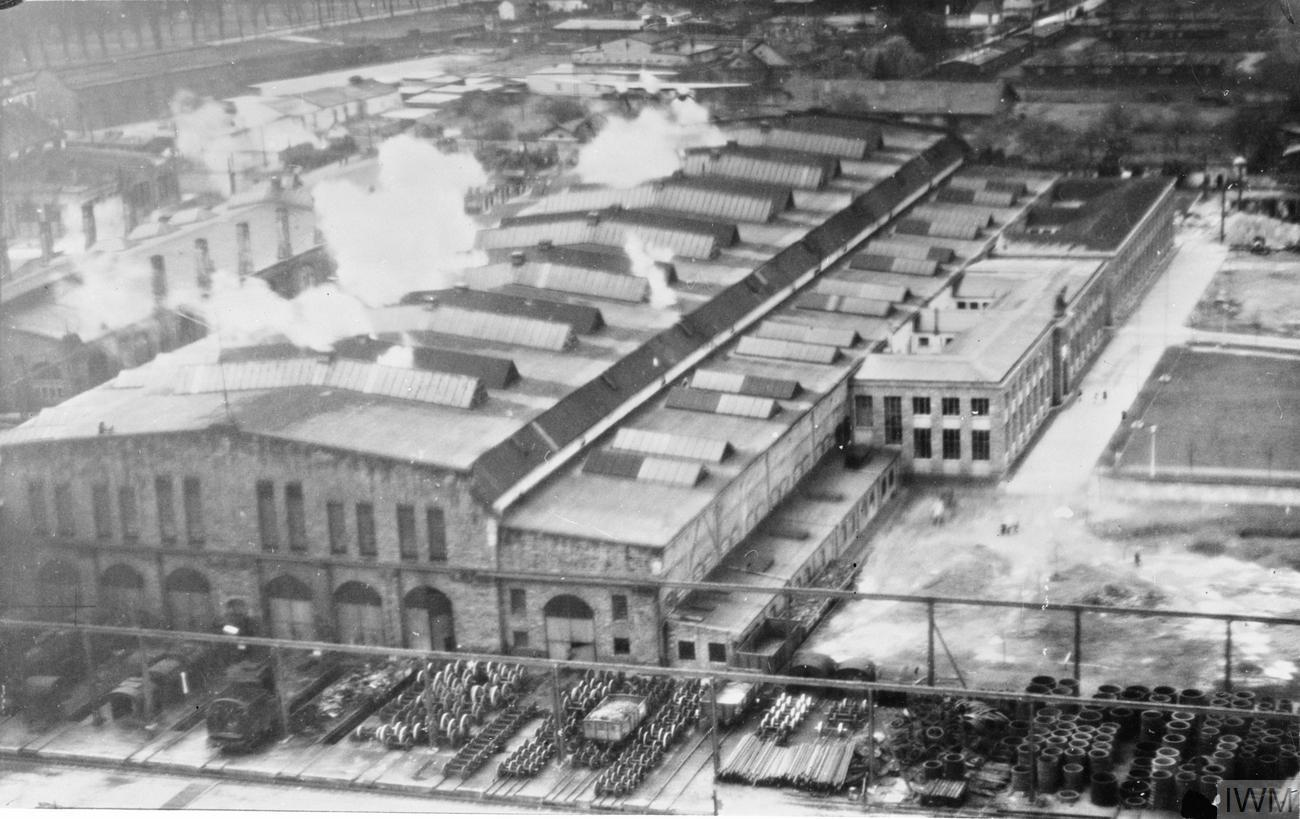
Eine Mosquito B.IV der 105. Staffel beim Angriff auf das AW Trier, 1. April 1943 (mittig am oberen Bildrand)

97 NF Mk.II wurden mit einem AI-Mk.VIII-Radar zur NF Mk.XII aufgerüstet. Zusätzlich wurden 270 NF Mk.XIII mit der gleichen Ausrüstung neu gebaut. Weitere Nachtjäger trugen die Bezeichnung Mk.XV, Mk.XVII (aus umgebauten Mk.II), Mk.XIX und Mk.30. Letztere trug das US-amerikanische AI-Mk.X-Radar. Die NF Mk.36 mit Merlin-113-Motoren und die NF Mk.38 mit dem britischen AI-Mk.IX-Radar wurden erst nach dem Ende des Zweiten Weltkrieges gebaut. Im Deutschen Reich wurde der Naxos-ZR-Radardetektor eingesetzt, um die mit „H2S“-Zentimeterwellen-Radargeräten ausgerüsteten Mosquito-Nachtjäger zu melden. Die Briten wiederum verwendeten Systeme mit den Namen Serrate bzw. Perfectos, um deutsche Nachtjäger zu orten.
Wegen der hohen Geschwindigkeit brauchten die Besatzungen eine Weile, um sich an die Maschine zu gewöhnen. Deshalb wurde eine Trainingsvariante des Flugzeuges gebaut, die T Mk.III. Die australische Variante dieses Typs trug die Bezeichnung T Mk.43.
Es wurden auch 50 TR Mk.33 für den Einsatz auf Flugzeugträgern gebaut. Diese hatten nach oben wegklappbare Tragflächen, ein Radom und Halterungen für Torpedos. Bei der originalen Mosquito hingegen war der Flügel über die ganze Spannweite zur Gewichtsersparnis und Vereinfachung der Konstruktion in einem Stück gebaut worden.
Weitere Einsatzarten waren unter anderem die eines Schnellbombers, Begleitjägers, Schlachtflugzeugs, Transportflugzeugs, Minenlegers und Zielschleppers. Die Royal Air Force setzte diese Zielschlepper bis Ende der 1940er Jahre auch auf ihrem Stützpunkt im Norden der Insel Sylt (heute Flughafen Sylt) ein.
Die hölzerne Bauweise erwies sich in tropischen Regionen als problematisch, da der Tragflächenholm unter diesen klimatischen Bedingungen mitunter trotz hoch kalkulierter Tragfähigkeit brach. Bei Überführungsflügen von Kanada nach Europa gab es ebenfalls unerwartete Probleme – einige Flugzeuge explodierten aus bis heute ungeklärten Gründen mitten über dem Atlantik.
Die letzte Mosquito – eine NF Mk.38 – wurde 1950 in Chester gebaut. Einige „Mossies“ blieben noch nach dem Zweiten Weltkrieg im Einsatz. In Großbritannien wurden die letzten Aufklärer 1961 außer Betrieb genommen.
Während des Krieges wurden 6710 Flugzeuge gebaut. Insgesamt wurden 7781 Flugzeuge gebaut, davon 1134 in Kanada und 212 in Australien.

## Konstruktionsmerkmale

Schema des Aufbaus der Mosquito-Schale

Das Flugzeug bestand im Wesentlichen aus Sperrholz, Fichtenholz und Birkenholz mit einer Zwischenschicht aus Balsaholz, was ihm auch den Spitznamen “Wooden Wonder” (deutsch: „Hölzernes Wunder“) einbrachte.
Der Rumpf der De Havilland Mosquito wurde als Monocoque in zwei Halbschalen hergestellt, die mit wenigen Längsaussteifungen auskamen. Zur Herstellung der Schalen war weder Druck noch Wärmezufuhr notwendig. Die zwei etwa 12 Meter langen Positivformen bestanden entweder aus Mahagoni-Holz, zum Teil wurden aber, beispielsweise bei der kanadischen Produktion, auch Formen aus Beton eingesetzt.
Bei der ersten Baustufe wurden die Rumpfspanten und andere interne Elemente in Schlitze der Form eingebaut. In der zweiten Stufe folgte die Verlegung der inneren Rumpfhaut und der Einbau der strukturellen Bauteile zwischen der inneren und äußeren Sperrholzschicht. Beim hinteren Rumpfteil wurden die Sperrholzstreifen schräg verklebt, um die aus der Torsionsbelastung durch das Leitwerk auftretenden Kräfte besser aufnehmen zu können. Die Maserungen der inneren und äußeren Streifen liefen dabei quer zueinander.
Die Maschine wurde von zwei Rolls-Royce-Merlin-Motoren mit Propellern in gleicher Drehrichtung angetrieben. In den Flügelvorderkanten zwischen den Motorgondeln und dem Rumpf befanden sich die Kühler. Bei Bombern war die Rumpfspitze verglast. Bei einigen Varianten wurde eine „Radarnase“ angesetzt.

## Produktionszahlen
Die Mosquito wurde in Großbritannien bei De Havilland in Hatfield und Watford, bei Standard Motors, Airspeed und Percival gebaut. In Kanada und Australien erfolgte der Bau bei den jeweiligen De-Havilland-Töchtern.
| Version   | DH Hatfield | DH Watford | Standard | Airspeed | Percival | Summe |
| --------- | ----------- | ---------- | -------- | -------- | -------- | ----- |
| P.R.I     | 10          |            |          |          |          | 10    |
| F.II      | 360         | 230        |          |          |          | 590   |
| T.III     | 202         | 4          |          |          |          | 206   |
| B.IV      | 300         |            |          |          |          | 300   |
| F.B.VI    | 1132        |            | 901      | 12       |          | 2045  |
| P.R.VIII  | 6           |            |          |          |          | 6     |
| B.IX      | 54          |            |          |          |          | 54    |
| P.R.IX    | 90          |            |          |          |          | 90    |
| N.F.XIII  |             | 270        |          |          |          | 270   |
| N.F.XV    | 4           |            |          |          |          | 4     |
| B.XVI     | 205         |            |          |          | 182      | 387   |
| P.R.XVI   | 435         |            |          |          |          | 435   |
| F.B.XVIII | 16          |            |          |          |          | 16    |
| N.F.XIX   | 220         | 50         |          |          |          | 270   |
| N.F.30    |             | 530        |          |          |          | 530   |
| P.R.32    | 4           |            |          |          |          | 4     |
| P.R.34    | 83          |            |          |          |          | 83    |
| B.35      | 106         |            |          |          |          | 106   |
| N.F.36    |             | 92         |          |          |          | 92    |
| Summe     | 3227        | 1176       | 901      | 12       | 182      | 5498  |

Bei Kriegsende befanden sich die F.B.VI, T.III, P.R.34, B.35 und N.F.36 noch in Produktion.
| Jahr              | Jäger/Bomber | Schulflugzeuge | Anzahl |
| ----------------- | ------------ | -------------- | ------ |
| 1941              | 21           |                | 21     |
| 1942              | 429          | 12             | 441    |
| 1943              | 1149         | 72             | 1221   |
| 1944              | 2238         | 69             | 2307   |
| bis 31. Juli 1945 | 1455         | 53             | 1508   |
| Summe             | 5292         | 206            | 5498   |

| Version | DH Canada | DH Australia | Anzahl | Bemerkung                     |
| ------- | --------- | ------------ | ------ | ----------------------------- |
| B.VII   | 25        |              | 25     | 5 Flugzeuge an USAAF als F-8  |
| B.XX    | 245       |              | 245    | 25 Flugzeuge an USAAF als F-8 |
| F.B.21  | 3         |              | 3      |                               |
| T.22    | 4         |              | 4      |                               |
| B.25    | 400       |              | 400    |                               |
| F.B.26  | 335       |              | 335    | davon 60 Umbauten in T.29     |
| T.27    | 21        |              | 21     |                               |
| F.B.40  |           | 108          | 108    |                               |
| Summe   | 1033      | 108          | 1141   |                               |

| Jahr  | Bomber | Jagdbomber | Trainer | Summe  |
| ----- | ------ | ---------- | ------- | ------ |
| 1942  | ca. 3  |            |         | ca. 3  |
| 1943  | ca. 80 | 1          |         | ca. 81 |
| 1944  | 337    | 2          | 2       | 341    |
| 1945  | 250    | 335        | 23      | 608    |
| Summe | 670    | 338        | 25      | 1033   |

Damit belief sich die Kriegsproduktion der DH Mosquito auf 6.639 Flugzeuge.
| Fiskaljahr            | Anzahl |
| --------------------- | ------ |
| 01.07.1943–30.06.1944 | 6      |
| 01.07.1944–30.06.1945 | 80     |
| 01.07.1945–30.06.1946 | 91     |
| 01.07.1946–30.06.1947 | 13     |
| später                | 22     |
| Summe                 | 212    |

## Militärische Nutzer
Australien
 Belgien
 Birma
 Dominikanische Republik
 Frankreich
 Israel
 Jugoslawien
 Kanada
 Neuseeland
 Norwegen
 Polen
 Taiwan
 Schweden
 Schweiz

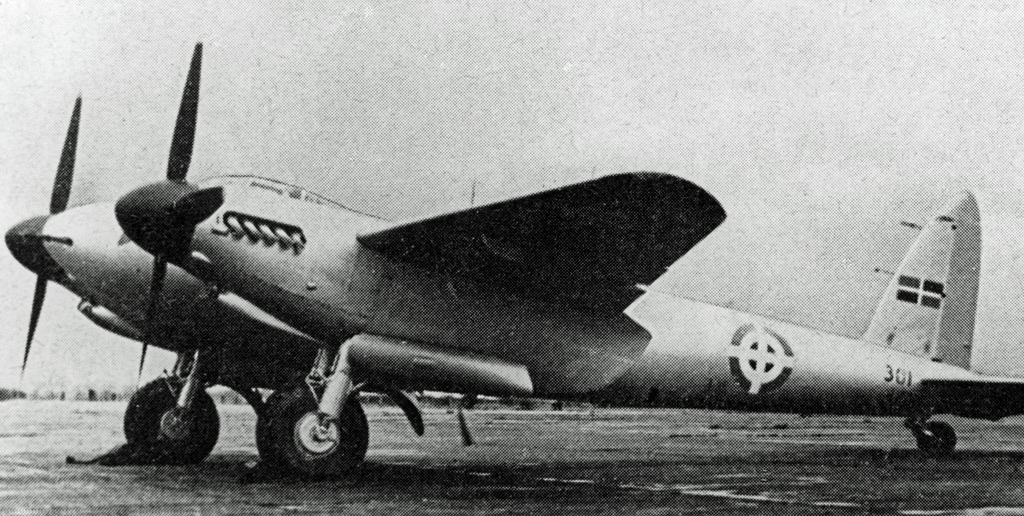
Dominikanische FB.6

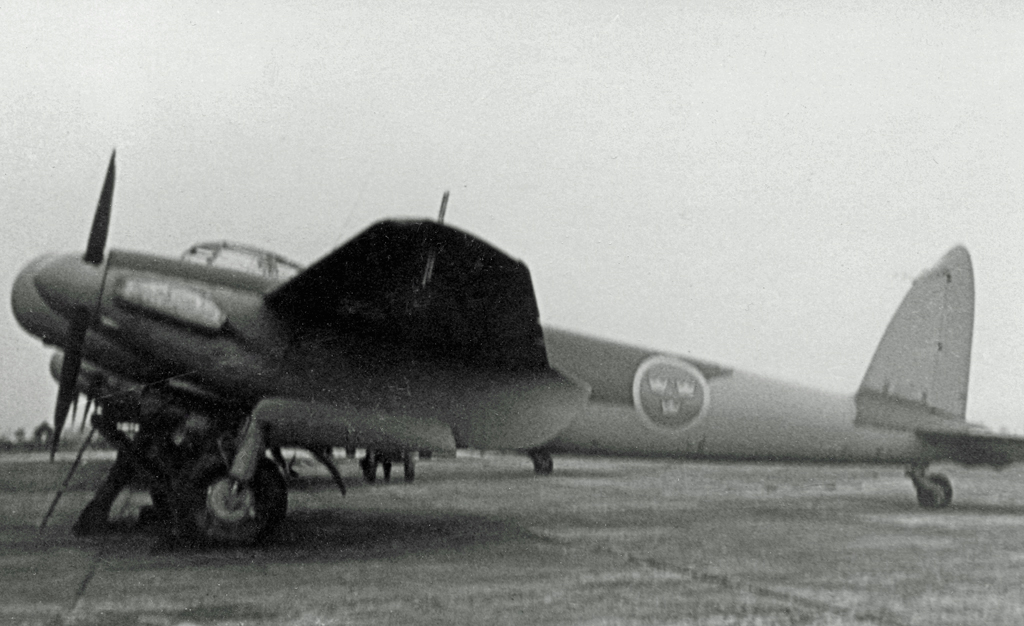
Schwedische NF.XIX 1949

 Sowjetunion: Eine Mosquito B Mk IV wurde im April 1944 überflogen und erprobt.
 Südafrikanische Union
 Tschechoslowakei: Je nach Verwendung als B 36 (für Bitevní letoun, Erdkampf- oder Schlachtflugzeug) oder LB 36 (für Lehka Bombardovací, leichter Bomber) bezeichnet.
 Türkei
 Vereinigtes Königreich
 Vereinigte Staaten
Stationierungsorte der British Air Force of Occupation (BAFO) in Deutschland:
- B.151/RAF Bückeburg, maximal Juli 1945 bis September 1951 (BAFO Communications Squadron/Wing)
- B.118/RAF Celle, Mai 1945 bis November 1947 (84. Group Communication Squadron), September 1949 bis November 1950, Mosquito FB.6/B.35 (4., 11., 14. Squadron)
- B.152/RAF Faßberg, November 1950 bis Februar 1951, Mosquito B.35 (14. und 98. Squadron)
- Y.99/RAF Gütersloh, November 1945 bis November 1947, Mosquito FB.6 (4., 21. und 107. Squadron), von Juni bis August 1946 in Y.94/Münster-Handorf (Gütersloh erhielt in dieser Zeit seine befestigte Start- und Landebahn)
- B.168/Fuhlsbüttel, Juni 1945 bis April 1946, (Air Despatch Letter Service Squadron)
- B.108/Rheine, April bis Mai 1945, Mosquito NF.XIII (409. (RCAF) Squadron)
- B.164/RAF Schleswigland, März 1953 bis 1956, Mosquito TT.35 (Towed Target Flight)
- B.174/RAF Uetersen, November 1948 bis März 1950 (85. Group/Wing Communication Flight/Squadron)
- B.119/RAF Wahn, März 1946 bis September 1949, Mosquito FB.6/B.16/B.35 (4., 11., 14., 98., 128. und 305. (Polish) Squadron)
- B.170/Westerland/RAF Sylt, Juli 1945 bis Februar 1948 und Februar 1949 bis maximal Oktober 1961 (Training Squadron Sylt des Armament Practice Camp)

## Technische Daten

de Havilland Mosquito NF.XIX

| Kenngröße             | Mosquito B Mk.XVI (Bomber)                                                       | Mosquito NF Mk.XIX (Nachtjäger)                                    |
| --------------------- | -------------------------------------------------------------------------------- | ------------------------------------------------------------------ |
| Besatzung             | 2                                                                                | 2                                                                  |
| Länge                 | 12,35 m                                                                          | 12,77 m                                                            |
| Spannweite            | 16,54 m                                                                          | 16,54 m                                                            |
| Höhe                  | 3,81 m                                                                           | 4,79 m                                                             |
| Startmasse            | 8660 kg                                                                          | 8900 kg                                                            |
| Antrieb               | zwei V-12-Motoren Rolls-Royce Merlin 73 je 1.680 PS (ca. 1.240 kW)               | zwei V-12-Motoren Rolls-Royce Merlin 25 je 1.635 PS (ca. 1.200 kW) |
| Höchstgeschwindigkeit | 635 km/h in 9740 m                                                               | 604 km/h in 4025 m                                                 |
| Dienstgipfelhöhe      | 11.300 m                                                                         | 10.500 m                                                           |
| normale Reichweite    | 2195 km                                                                          | 2930 km                                                            |
| Bewaffnung            | 2 × 454 kg, 1 × 454 kg + 2 × 227 oder 2 × 113 kg, 4 × 227 kg, 1 × 1814 kg Bomben | 4 × 20-mm-Maschinenkanonen Hispano-Suiza HS.404                    |

## Erhaltene Flugzeuge
Heute existieren nur noch drei flugbereite Mosquitos. Die im September 2012 erstmals geflogene FB.26 (KA114) ist Teil der Sammlung des Military Aviation Museum in Virginia Beach (USA), eine weitere (B.35 VR796/CF-HML) ist erst 2014 restauriert worden und befindet sich in kanadischem Privatbesitz. Die dritte, eine T Mk.III (TV959), gelangte im Dezember 2016 nach mehrjähriger Restauration aus Neuseeland in den Besitz von Paul Allens Flying Heritage Collection, wo sie umfangreich überholt wurde und am 25. Juni 2017 ihren zweiten Erstflug durchführte.